# Omul din Taiga
Omul din Taiga (titlul original: în rusă Парень из тайги, transliterat: Paren iz taighi) este un film dramatic sovietic, realizat în 1941 de regizorii Olga Preobrajenskaia și Ivan Pravov, după piesa „Золото” (Aur) a lui Aleksandr Filimonov și Vadim Distler, protagoniști fiind actorii Ivan Pereverzev, Vladimir Gardin, Alla Kazanskaia și Liudmila Zankovskaia.

## Distribuție
- Ivan Pereverzev – Stepan Potanin, maistru la mina de aur
- Vladimir Gardin – Fiodor Potanin, cercetător
- Alla Kazanskaia – inginer minier, Galina Polevaya
- Liudmila Zankovskaia – Niurka
- Rostislav Pleatt – măcelarul Vaska Șcerbak, criminal și bătăuș
- Mikhail Derzhavin – „Liniștitul” Zimin, director al minei
- Pavel Geraga – Prohor
- Piotr Repnin – Anatoli Pasetski, fost actor al teatrului dramatic
- Mihail Vorobiov – Solomatin
- Alexandr Ceban – Pankov, secretar al Comitetului districtual
- Victor Lazarev – un miner (nemenționat)
- Vladimir Uralski – Frol (nemenționat)
- Nikolai Hriașchikov – inginerul (nemenționat)
- Mihail Sidorkin – dirijorul